# Vufflens-le-Château
Pour les articles homonymes, voir Vufflens.
Vufflens-le-Château est une commune suisse du canton de Vaud, située dans le district de Morges.

## Géographie

Photo aérienne (1949).

Vufflens-le-Château se trouve dans le canton de Vaud, dans le district de Morges. La commune se situe sur la rive droite de la Morges.
Le territoire de Vufflens-le-Château s'étend sur 2,14 km2. Lors du relevé de 2013-2018, les surfaces d'habitations et d'infrastructures représentaient 19,2 % de sa superficie, les surfaces agricoles 68,7 % et les surfaces boisées 13,1 %.
| Bussy-Chardonney | Vaux-sur-Morges     | Échichens |
| Denens           | Vufflens-le-Château |           |
| Vaud             | Chigny              | Morges    |

## Toponymie
Vufflens-le-Château se nomme en patois vaudois Vufyê-l'Tsatê.

## Histoire
Franc-alleu jusque vers 1190, la terre de Vufflens-le-Château est cédée par Guillaume Raymond de Vufflens à l'évêque de Lausanne, qui les lui remet en fief. En 1235, la seigneurie de Vufflens-le-Château et le château sont inféodés à Humbert de Cossonay. Au milieu du XIIIe siècle, la seigneurie passe à la famille de Duin, puis vers 1385 à celle de Colombier. Un premier château fort, mentionné en 1108, est entièrement reconstruit en briques dans un style piémontais entre 1420 et 1430 par Henri de Colombier, conseiller et homme de confiance du duc Amédée VIII de Savoie. En 1435, la seigneurie de Vufflens-le-Château englobe Ballens, Bussy, Chigny, Lully, Vaux, Villars-sous-Yens et Yens, tout ou partie. Après la mort de Philibert de Colombier (1544), elle passe entre de nombreuses mains et est acquise en 1641 par la famille de Senarclens. Le château, incendié en 1530 par les Bernois, revient par alliance aux Saussure. Partie du bailliage bernois de Morges (1539-1798), Vufflens-le-Château est régi par un gouverneur et par l'assemblée des bourgeois. L'église paroissiale Saint-Aubin est brièvement rattachée à Morges à la Réforme (1536), puis Vufflens-le-Château est à nouveau érigé en paroisse avec Chigny et Denens en 1544. En 1895, une halte sur la ligne ferroviaire Bière-Apples-Morges y est créée. Jusque dans les années 1960, Vufflens-le-Château demeurre un village agricole et viticole. Il connaît un important développement démographique à la suite de la création de deux zones résidentielles et fait partie depuis 2007 du projet d'agglomération Lausanne-Morges.

## Population

### Gentilé
Les habitants de la commune se nomment les Vufflanais.

### Démographie

#### Évolution de la population
Vufflens-le-Château compte 882 habitants au 31 décembre 2023 pour une densité de population de 412 hab/km2. Sur la période 2010-2019, sa population a augmenté de 13,1 % (canton : 12,9 % ; Suisse : 9,4 %).  

#### Pyramide des âges
En 2020, le taux de personnes de moins de 30 ans s'élève à 36 %, au-dessus de la valeur cantonale (35 %). Le taux de personnes de plus de 60 ans est quant à lui de 22,9 %, alors qu'il est de 21,9 % au niveau cantonal.
La même année, la commune compte 437 hommes pour 435 femmes, soit un taux de 50,1 % d'hommes, supérieur à celui du canton (49,1 %).
| Hommes | Classe d’âge | Femmes |
| ------ | ------------ | ------ |
| 0,2    | 90 ans ou +  | 0,7    |
| 6,2    | 75 à 89 ans  | 8,3    |
| 15,1   | 60 à 74 ans  | 15,2   |
| 23,6   | 45 à 59 ans  | 24,4   |
| 16,0   | 30 à 44 ans  | 18,4   |
| 19,7   | 15 à 29 ans  | 16,3   |
| 19,2   | - de 14 ans  | 16,8   |

| Hommes | Classe d’âge | Femmes |
| ------ | ------------ | ------ |
| 0,5    | 90 ans ou +  | 1,4    |
| 6,1    | 75 à 89 ans  | 8,2    |
| 13,3   | 60 à 74 ans  | 14,3   |
| 21,5   | 45 à 59 ans  | 21,2   |
| 22,0   | 30 à 44 ans  | 21,4   |
| 19,6   | 15 à 29 ans  | 18,0   |
| 16,9   | - de 14 ans  | 15,5   |

## Culture et patrimoine

### Monuments

Le château de Vufflens.

La commune compte sur son territoire un château bâti au début du XVe siècle par Henri de Colombier et inscrit comme bien culturel suisse d'importance nationale.
École (1842) construite par les architectes lausannois Henri Perregaux et Achille de La Harpe.

### Personnalités
- Michael Schumacher, pilote  de Formule 1, y habitait avant de déménager à Gland.
- Mick Schumacher, pilote de Formule 1, y est né le 22 mars 1999.
- Bernard Ravet, cuisinier du Restaurant de l'Ermitage.
- Ferdinand de Saussure, linguiste, y meurt le 22 février 1913.
- Bernard Clavel aimait beaucoup la région de Morges où se passe une partie de son roman La lumière du lac et est resté quelque temps à Vufflens où par exemple, il a écrit un album intitulé Les Vendanges.
- Silvie & Chérif Defraoui, artistes, y vivent depuis les années 1960.